# Зелена Балка (Миргородський район)
Зелена Ба́лка — село в Україні, в Миргородському районі Полтавської області. Населення становить 5 осіб. Входить до складу Краснолуцької сільської громади.
Після ліквідації Гадяцького району у липні 2020 року увійшло до Миргородського району.

## Географія
Село Зелена Балка примикає до села Побиванка. По селу тече струмок, що пересихає із заґатою. Поруч пролягає автомобільний шлях Т 1904.

## Населення

### Мова
Розподіл населення за рідною мовою за даними перепису 2001 року:
| Мова       | Кількість | Відсоток |
| ---------- | --------- | -------- |
| українська | 5         | 100%     |

## Історія
- 1859 — дата заснування.
- Село постраждало внаслідок геноциду українського народу, проведеного окупаційним урядом СССР 1923—1933 та 1946–1947 роках.
- До 2018 року орган місцевого самоврядування — Гречанівська сільська рада.